# ダナン
座標: 北緯16度04分 東経108度14分 / 北緯16.067度 東経108.233度
ダナン市（ダナンし、ベトナム語：Thành phố Đà Nẵng / 城庯沱㶞 [ɗâː nǎˀŋ] ( 音声ファイル)、英: Da Nang City）は、ベトナム第3の都市で、中部の中央直轄市かつ主要な港湾都市である。行政的には6区2県に分かれる。仏領インドシナ時代にはトゥーラン (Tourane) と呼ばれ、中国語では峴港（拼音: Xiàngǎng）と呼ばれる。
2017年には、APECを開催。日越国交樹立45周年となった2018年には、日本フィルハーモニー交響楽団四重奏が公演、癌病院慰問や子供向けワークショップを行った。
2020年に開設された日本国在ダナン領事事務所は、2022年に在ダナン日本国総領事館へと昇格された。ダナン市は、「自由で開かれたインド太平洋」東西経済回廊の起点でもある。

## 地名の由来

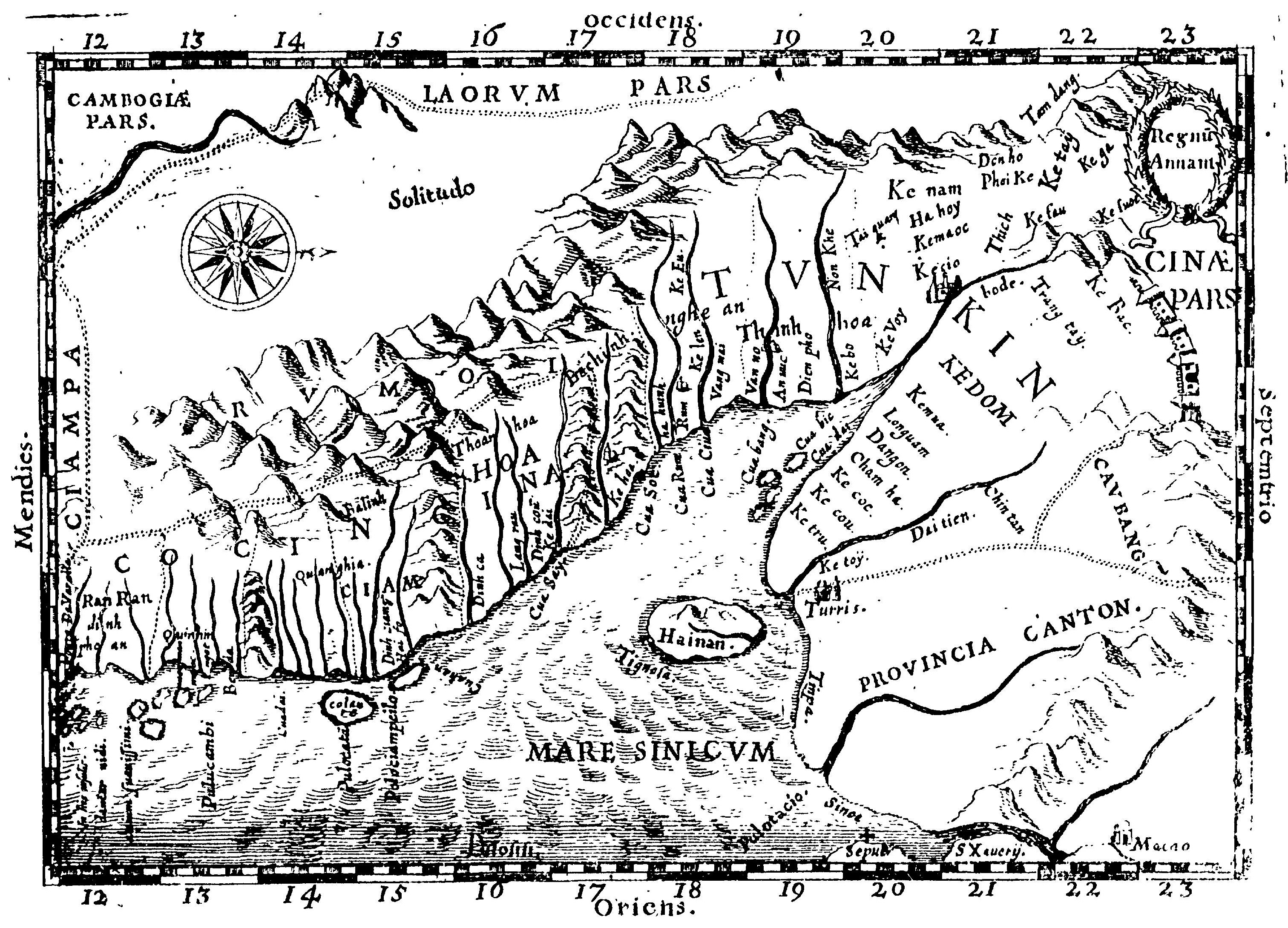
アレクサンドル・ドゥ・ロードによるベトナムの地図（地図の中央左側に"Cua han"という地名が上下逆に書いてある）

現在の地名である「ダナン」は、チャム語のda nak（大河の河口という意味）が語源であるとベトナム人に広く認識されている。他にも、チャンパ王国の専門家のフーチャム（Phú Trạm / 富湛）によるチャム語のdaknan（大河）とする説や、ヴァンモン (Văn Món) によるラグライ族のdanang（源流）とする説がある。
以前はクアハン（ベトナム語：Cửa Hàn / 𨷶瀚）（ハン(瀚)川の河口）と呼ばれており、フランス統治時代のトゥーランという名称はこれが訛ったものが語源と言われている。
アレクサンドル・ドゥ・ロードが1650年に発行した地図には、既にCua hanという記載が見て取れる。
また、17世紀にはケハン Kẻ Hàn（ハン市場）という別名がハイヴァン峠の麓を指す言葉として使われた。

## 歴史

### 古代

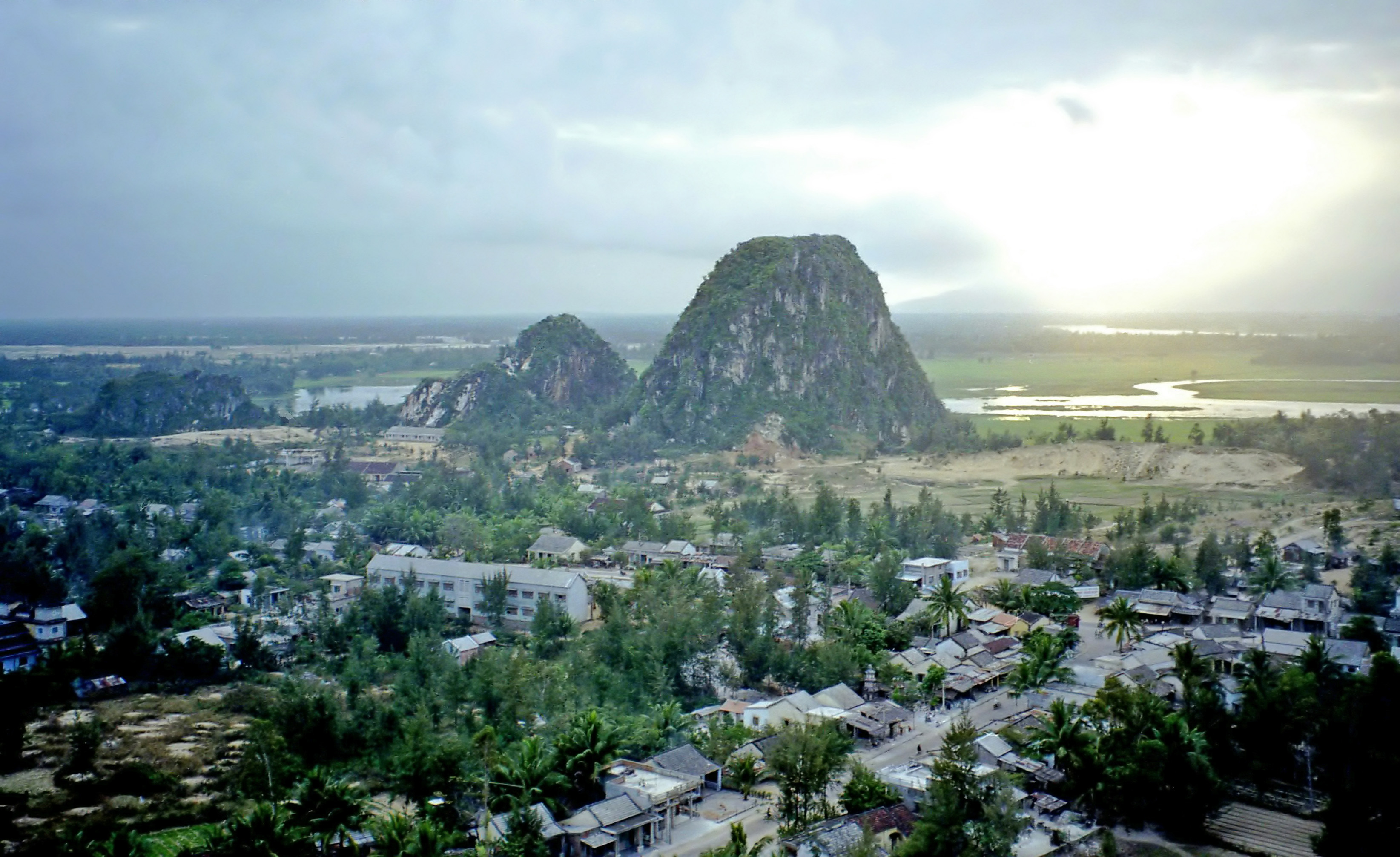
ダナン近郊にある五行山

街の起源は、西暦192年の古代チャンパ王国に遡る。
チャンパ王国の最盛期には、フエからブンタウまでが勢力圏であった。
インドラプラ(現在のクアンナム省ドンズオン)は西暦875年から1000年頃までチャンパ王国の首都であった。
そして、現在のダナンの地域にはシンハプラ（ライオンの街の意味）の街があり、それが考古学遺跡のチャーキエウと世界遺産ミーソン聖域になったとされる。
10世紀後半の西暦982年には、インドラプラの王はハノイ周辺 の王国大越と争う様になり、大越の王「黎桓」により侵略され西暦1000年頃に滅びた。
大越によるチャンパ王国の侵略は11世紀後半まで続き、チャンパ王国は李朝に北部の3つの領地を差し出すことになった。
ほどなくして、ベトナムの農民は旧チャンパ王国の荒れ地を水田に開墾しながら、沿岸部の狭い平野を南へと進む事になった。この大越の南進は数世紀続き、15世紀の終わりには、旧チャンパ王国の大部分の領地を併合していった。

### 独立王朝時代

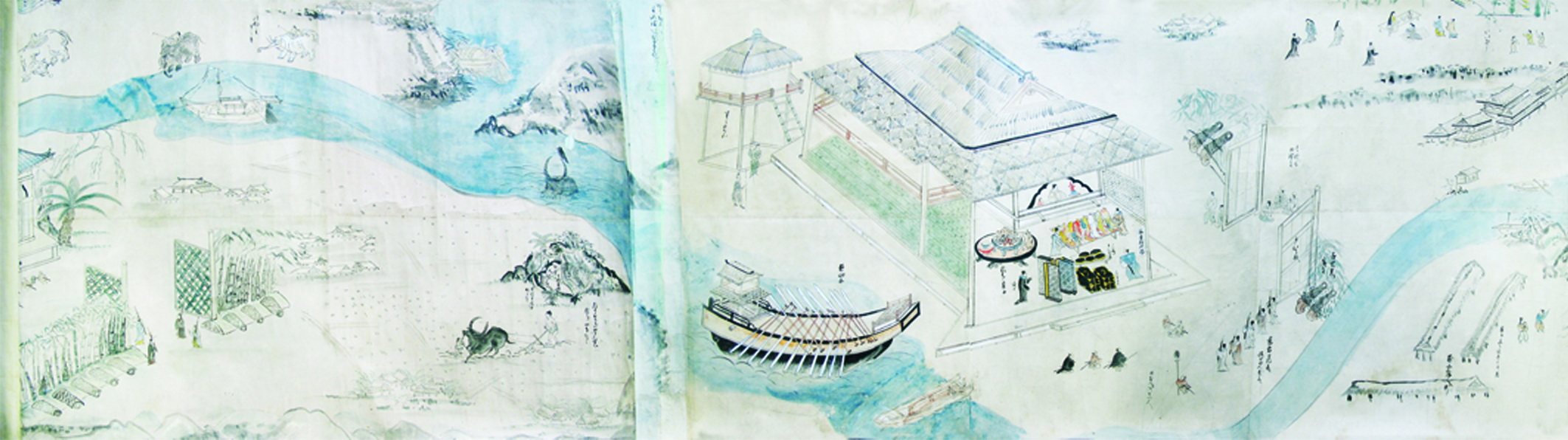
17世紀の茶屋新六による交趾国渡航図巻に描かれたダナン

16世紀には広南政権の首府フエの外港ホイアンでは南蛮貿易が行なわれていたが、ダナンは小漁村に過ぎなかった。
18世紀になるとトゥボン川（秋盆江）の河口にあるホイアン港が上流から運ばれた砂の堆積によって、次第に使用できなくなったため、ハン川（瀚江）の河口にあるダナン港が成長し始めた。
1835年、阮朝の明命帝は全ての欧州船にダナンに入港するよう勅令を発したため、ダナンがベトナム中部最大の港となった。

### フランス領インドシナ時代

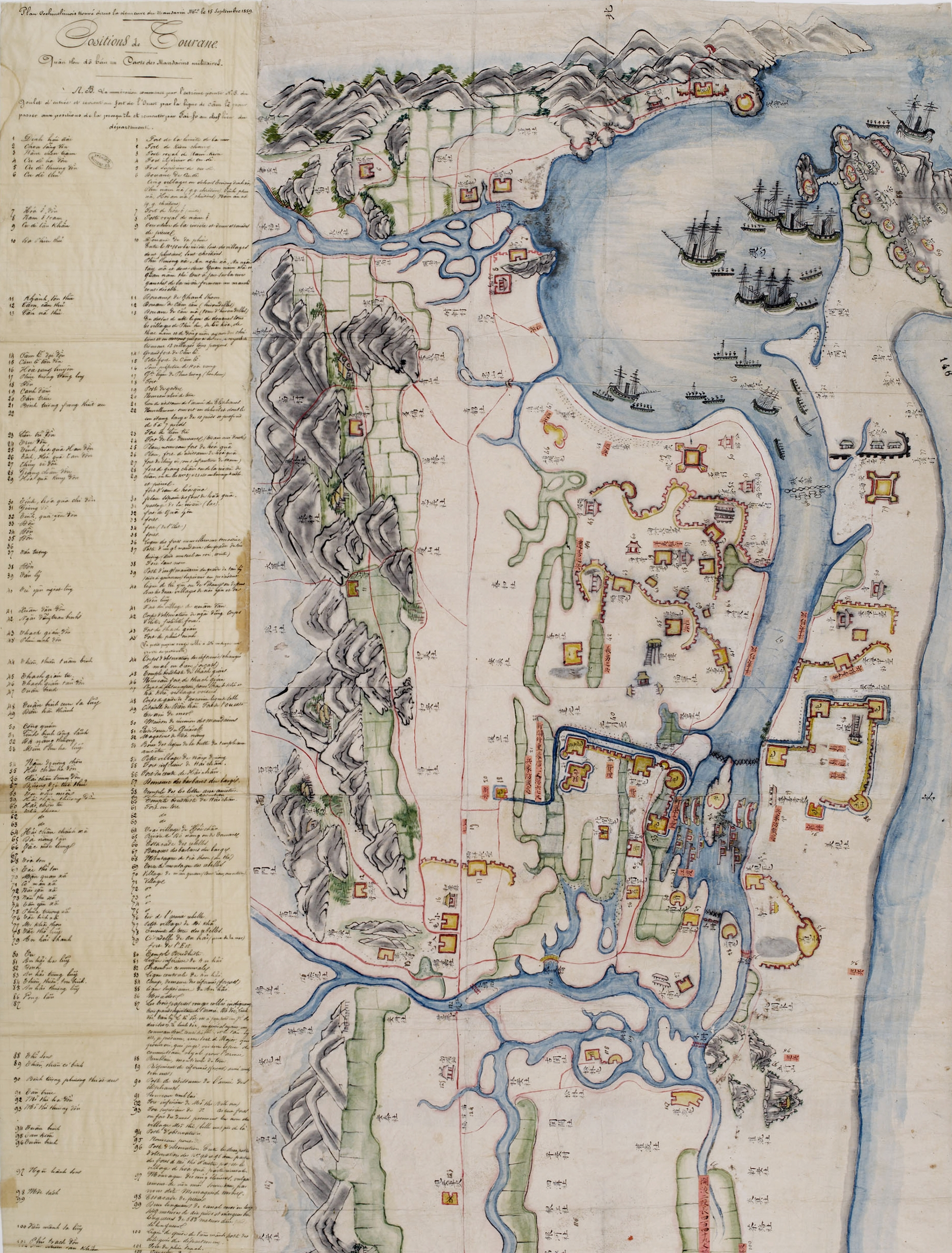
トゥーランの地図（1859年）

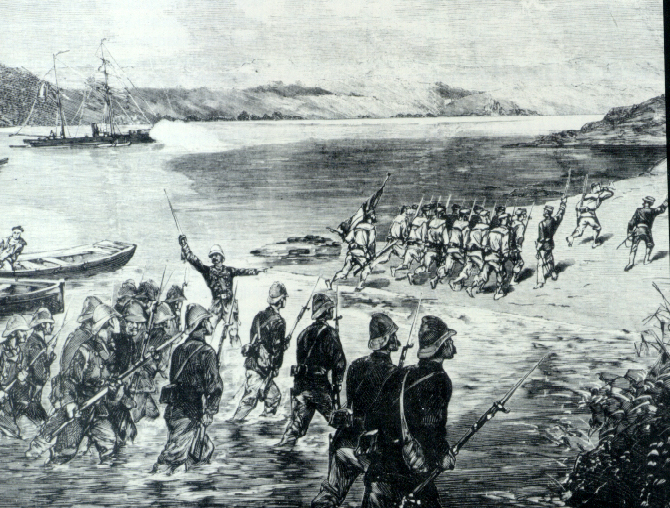
フランス軍による侵略（1858年）

1847年4月15日、フランス人宣教師が迫害されているとの一方的な理由でフランスの交易船がダナンを砲撃したダナンの戦いが発生。1858年9月、ナポレオン3世の命令によりフランス・スペイン連合艦隊がダナンに進行し、コーチシナ戦争（1858年-1862年）が勃発。ベトナムの多数の領地がサイゴン条約によりフランスにより奪われた後、トンキン戦争（1883年6月 - 1886年4月）を経て、1887年10月、フランス領インドシナ連邦が成立した。1889年、フランスのインドシナ総督府はダナン市をクアンナム省から切り離し、トゥーランと命名して、ハノイ、サイゴン、ハイフォン、フエと並ぶ5大総督直轄地の一つとした。
20世紀始めのトゥーランはインフラストラクチャーが整備されて、食品加工業や造船業が発達し、ハイフォンやサイゴンと並んでベトナムの主要貿易港となった。

### ベトナム共和国時代
1965年3月、ベトナム戦争の際には、朝鮮戦争以来のアメリカ海兵隊が上陸して、現在のダナン国際空港の場所に大規模な米軍基地を建設し、1967年には中央直轄市となった。1968年の旧正月に南ベトナム解放民族戦線がダナン駐留米軍に大攻勢をかけたテト攻勢はベトナム戦争の激戦の一つである。

### 現在
ベトナム戦争後、ベトナム民主共和国のダナン市はクアンナム省と合併して「クアンナム＝ダナン省」となった。
ダナン市には、空港・港湾・倉庫・銀行・工場などが次々に建設され、大規模な産業都市に発展する。
1996年7月6日には再びクアンナム省から分離して中央直轄市となり、現在に至る。

## 地理
ダナンはハノイの南759km、ホーチミンの北960kmに位置するベトナム中部で最大の都市で、西側を山に囲まれ、東側は南シナ海に面している。
ダナン市の境界は北はフエ（ハイヴァン峠）、南西はクアンナム省、東は南シナ海。西沙諸島（ホアンサ県）も同市に所属する。

### 地形
ダナンは地質学的には古生代の褶曲地形で、石炭紀前期に出来たチュオンソン造山帯として知られる。
地形的には険しい700-1,500メートルのアンナン山脈が北から北西に伸び、海岸部は白い砂浜と塩分を含んだ土地が南から東に広がっている。

### 気候
ダナンは熱帯モンスーン気候に属し、9月から3月が台風シーズンと雨季、4月から8月が乾季の2つの季節に大きく分かれる。
気温は高く年間平均気温は25.9℃。年間の平均湿度は81%、平均降水量は1,505mm、年間の日照時間は2,156時間である。
| ダナン市の気候                                        | ダナン市の気候 | ダナン市の気候 | ダナン市の気候 | ダナン市の気候 | ダナン市の気候 | ダナン市の気候 | ダナン市の気候 | ダナン市の気候 | ダナン市の気候 | ダナン市の気候 | ダナン市の気候 | ダナン市の気候 | ダナン市の気候   |
| 月                                                    | 1月            | 2月            | 3月            | 4月            | 5月            | 6月            | 7月            | 8月            | 9月            | 10月           | 11月           | 12月           | 年               |
| ----------------------------------------------------- | -------------- | -------------- | -------------- | -------------- | -------------- | -------------- | -------------- | -------------- | -------------- | -------------- | -------------- | -------------- | ---------------- |
| 最高気温記録 °C （°F）                                | 32 (90)        | 35 (95)        | 37 (99)        | 41 (106)       | 39 (102)       | 38 (100)       | 38 (100)       | 38 (100)       | 37 (99)        | 36 (97)        | 35 (95)        | 32 (90)        | 41 (106)         |
| 平均最高気温 °C （°F）                                | 24.8 (76.6)    | 26.1 (79)      | 28.7 (83.7)    | 31.0 (87.8)    | 33.4 (92.1)    | 33.9 (93)      | 34.3 (93.7)    | 33.9 (93)      | 31.5 (88.7)    | 29.6 (85.3)    | 27.0 (80.6)    | 24.9 (76.8)    | 29.93 (85.86)    |
| 日平均気温 °C （°F）                                  | 21.7 (71.1)    | 23.0 (73.4)    | 25.1 (77.2)    | 27.2 (81)      | 29.2 (84.6)    | 29.7 (85.5)    | 29.8 (85.6)    | 29.7 (85.5)    | 27.8 (82)      | 26.4 (79.5)    | 24.3 (75.7)    | 22.1 (71.8)    | 26.33 (79.41)    |
| 平均最低気温 °C （°F）                                | 18.5 (65.3)    | 19.8 (67.6)    | 21.5 (70.7)    | 23.3 (73.9)    | 24.9 (76.8)    | 25.5 (77.9)    | 25.3 (77.5)    | 25.5 (77.9)    | 24.1 (75.4)    | 23.2 (73.8)    | 21.6 (70.9)    | 19.3 (66.7)    | 22.71 (72.87)    |
| 最低気温記録 °C （°F）                                | 8 (46)         | 7 (45)         | 11 (52)        | 7 (45)         | 18 (64)        | 20 (68)        | 17 (63)        | 21 (70)        | 21 (70)        | 12 (54)        | 7 (45)         | 11 (52)        | 7 (45)           |
| 降水量 mm （inch）                                    | 96.2 (3.787)   | 33.0 (1.299)   | 22.4 (0.882)   | 26.9 (1.059)   | 62.6 (2.465)   | 87.1 (3.429)   | 85.6 (3.37)    | 103.0 (4.055)  | 349.7 (13.768) | 612.8 (24.126) | 366.2 (14.417) | 199.0 (7.835)  | 2,044.5 (80.492) |
| 平均降水日数                                          | 13.7           | 6.9            | 4.8            | 5.6            | 8.9            | 8.0            | 8.6            | 11.4           | 15.4           | 21.2           | 20.9           | 18.6           | 144              |
| % 湿度                                                | 83             | 83             | 83             | 82             | 78             | 75             | 74             | 76             | 81             | 84             | 84             | 84             | 80.6             |
| 平均月間日照時間                                      | 136.4          | 144.1          | 105.4          | 207.0          | 257.3          | 237.0          | 257.3          | 207.7          | 174.0          | 145.7          | 120.0          | 116.6          | 2,108.5          |
| 出典1：世界気象機関（国際連合）                       |                |                |                |                |                |                |                |                |                |                |                |                |                  |
| 出典2：Weatherbase (record highs, lows, and humidity) |                |                |                |                |                |                |                |                |                |                |                |                |                  |

#### 自然災害

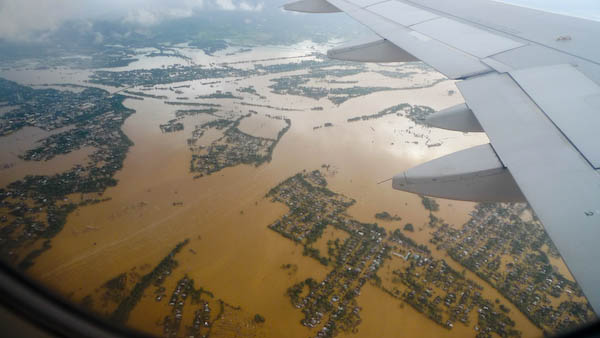
平成21年台風第16号による広範囲の洪水に襲われたダナンの様子

ダナンは南シナ海を通る台風の影響を受けやすく、2006年には日本で言う台風15号がフエ付近に上陸した。ダナンでは26名が亡くなり、家屋や森林、電柱が倒壊し、主要道路で洪水が発生した。
ダナン市当局の試算では、5,000戸の住宅が流され、166,000戸が損壊、19隻の船が沈むなど、2億ドルの被害があったとされる。
3年後の2009年には日本で言う台風16号がダナンの30km南に上陸し、再び広範囲の洪水を引き起こした。
ダナンでは8人が亡くなり、96名が負傷し、2,500万ドルの被害があった。
大規模な津波を引き起こした2011年の日本での東日本大震災の直後には、市内の10箇所の津波警戒ステーションの設置が承認され、警戒ステーションが津波発生の少なくとも30分前には警報を発令する体制を整えている。これはベトナムでは初めてのことであった。ベトナム気象庁地震津波警報センター長のル・ホイ・ミンによると、マニラ海溝でM8を超えるような巨大地震が発生した場合、ベトナム全土の海岸、特にダナン付近で深刻な津波被害をもたらす可能性があるとしている。

## 人口統計
ダナンはベトナムで3番目に人口が多い都市（2023年）となっている。2011年時点で、面積は1,255.53km2、人口は951,700人で、人口に占める女性の比率は50.7%である。
人口増加
ダナンの人口は2005年から2011年に毎年2.5%-3.0%ずつ増加しており、国全体の平均人口増加率1.0-1.2%を大幅に上回っている。
2010年には一時的に3.6%まで増加し、2011年には2.68%で落ち着いている。これは南部工業都市のビンズオン省(4.41%)、ドンナイ省(3.5%)に次いで、ベトナムで3番目に高い人口増加率である。
ダナンの自然人口増加率は、国平均をわずかに上回る程度である。2011年の出生率は1000人当り18人で、死亡率は1000人当り6.7人だった。平均寿命は2009年の国勢調査で女性が77.4歳、男性が72.4歳。乳児死亡率は、出生数は1,000人当り9.9人で、ベトナム都市部の平均より、2ポイント弱高かった。
都市化
ダナンは、現在ベトナム中部地域経済の中心としてハブ港湾の建設計画や貿易拠点の整備計画が進められている。また、都市計画の推進や周辺都市の建設計画も同時に進められている。
2009年現在、ダナン人口の86.9%が都市部に住んでおり、都市部の人口増加率は3.5%である。

## 隣接行政区画
- クアンナム省
- トゥアティエン＝フエ省

## 行政区画
2025年に南隣のクアンナム省を統合した上、23坊・70社・1特区が設置される。
- ハイチャウ坊（phường Hải Châu）
- ホアクオン坊（phường Hòa Cường）
- タインケー坊（phường Thanh Khê）
- アンケー坊（phường An Khê）
- アンハイ坊（phường An Hải）
- ソンチャー坊（phường Sơn Trà）
- グーハインソン坊（phường Ngũ Hành Sơn）
- ホアカイン坊（phường Hòa Khánh）
- ハイヴァン坊（phường Hải Vân）
- リエンチエウ坊（phường Liên Chiểu）
- カムレ坊（phường Cẩm Lệ）
- ホアスアン坊（phường Hòa Xuân）
- タムキー坊（phường Tam Kỳ）
- クアンフー坊（phường Quảng Phú）
- フオンチャー坊（phường Hương Trà）
- バンタック坊（phường Bàn Thạch）
- ディエンバン坊（phường Điện Bàn）
- ディエンバンドン坊（phường Điện Bàn Đông）
- アンタン坊（phường An Thắng）
- ディエンバンバク坊（phường Điện Bàn Bắc）
- ホイアン坊（phường Hội An）
- ホイアンドン坊（phường Hội An Đông）
- ホイアンタイ坊（phường Hội An Tây）
- ホアヴァン社（xã Hòa Vang）
- ホアティエン社（xã Hòa Tiến）
- バーナー社（xã Bà Nà）
- ヌイタイン社（xã Núi Thành）
- タンミー社（xã Tam Mỹ）
- タムアイン社（xã Tam Anh）
- ドゥックフー社（xã Đức Phú）
- タムスアン社（xã Tam Xuân）
- タイホー社（xã Tây Hồ）
- チエンダン社（xã Chiên Đàn）
- フーニン社（xã Phú Ninh）
- ラインゴック社（xã Lãnh Ngọc）
- ティエンフオック社（xã Tiên Phước）
- タインビン社（xã Thạnh Bình）
- ソンカムハ社（xã Sơn Cẩm Hà）
- チャーリエン社（xã Trà Liên）
- チャーザップ社（xã Trà Giáp）
- チャータン社（xã Trà Tân）
- チャードック社（xã Trà Đốc）
- チャーミー社（xã Trà My）
- ナムチャーミー社（xã Nam Trà My）
- チャータップ社（xã Trà Tập）
- チャーヴァン社（xã Trà Vân）
- チャーリン社（xã Trà Linh）
- チャーレン社（xã Trà Leng）
- タンビン社（xã Thăng Bình）
- タンアン社（xã Thăng An）
- タンチュオン社（xã Thăng Trường）
- タンディエン社（xã Thăng Điền）
- タンフー社（xã Thăng Phú）
- ドンズオン社（xã Đồng Dương）
- クエソンチュン社（xã Quế Sơn Trung）
- クエソン社（xã Quế Sơn）
- スアンフー社（xã Xuân Phú）
- ノンソン社（xã Nông Sơn）
- クエフオック社（xã Quế Phước）
- ズイギア社（xã Duy Nghĩa）
- ナムフオック社（xã Nam Phước）
- ズイスエン社（xã Duy Xuyên）
- トゥーボン社（xã Thu Bồn）
- ディエンバンタイ社（xã Điện Bàn Tây）
- ゴーノイ社（xã Gò Nổi）
- ダイロック社（xã Đại Lộc）
- ハニャ社（xã Hà Nha）
- トゥオンドゥック社（xã Thượng Đức）
- ヴーザー社（xã Vu Gia）
- フートゥアン社（xã Phú Thuận）
- タインミー社（xã Thạnh Mỹ）
- ベンザン社（xã Bến Giằng）
- ナムザン社（xã Nam Giang）
- ダクプリン社（xã Đắc Pring）
- ラーゼー社（xã La Dêê）
- ラーエー社（xã La Êê）
- ソンヴァン社（xã Sông Vàng）
- ソンコン社（xã Sông Kôn）
- ドンザン社（xã Đông Giang）
- ベンヒエン社（xã Bến Hiên）
- アヴオン社（xã Avương）
- タイザン社（xã Tây Giang）
- フンソン社（xã Hùng Sơn）
- ヒエップドゥック社（xã Hiệp Đức）
- ヴィエットアン社（xã Việt An）
- フオックチャー社（xã Phước Trà）
- カムドゥック社（xã Khâm Đức）
- フオックナン社（xã Phước Năng）
- フオックチャイン社（xã Phước Chánh）
- フオックタイン社（xã Phước Thành）
- フオックヒエップ社（xã Phước Hiệp）
- タムハイ社（xã Tam Hải）
- タンヒエップ社（xã Tân Hiệp）
- ホアンサ特区（đặc khu Hoàng Sa）

2025年までは6区2県がある。
| ダナンの行政区画（2018年）                                             | ダナンの行政区画（2018年） | ダナンの行政区画（2018年） | ダナンの行政区画（2018年） | ダナンの行政区画（2018年） |
| 行政区名                                                               | 下位行政区                 | 面積 (km2)                 | 人口（人）                 | 人口密度（人/km2）         |
| ---------------------------------------------------------------------- | -------------------------- | -------------------------- | -------------------------- | -------------------------- |
| カムレ区（Cẩm Lệ / 錦茘）                                              | 6 坊                       | 33.3                       | 143,632                    | 3990                       |
| ハイチャウ区（Hải Châu / 海洲）                                        | 13 坊                      | 24.1                       | 221,324                    | 9623                       |
| リエンチェウ区（Liên Chiểu / 蓮沼）                                    | 5 坊                       | 83.1                       | 170,153                    | 2309                       |
| グーハインソン区（Ngũ Hành Sơn / 五行山）                              | 4 坊                       | 36.5                       | 115,872                    | 2897                       |
| ソンチャー区（Sơn Trà / 山茶）                                         | 7 坊                       | 60.8                       | 173,455                    | 2891                       |
| タインケー区（Thanh Khê / 清溪）                                       | 10 坊                      | 9.3                        | 205,341                    | 21.615                     |
| ホアヴァン県（Hòa Vang / 和榮）                                        | 11社                       | 737.5                      | 185,223                    | 262                        |
| ホアンサ県（Hoàng Sa / 黃沙)：中華人民共和国と領有権係争中（西沙諸島） | —                          | 305                        | 0                          | 0                          |
| 合計                                                                   | 45坊, 11社                 | 1479.1                     | 1,215,000                  | 945                        |

## 経済
ダナンはベトナム中部の産業の中心であり、2007年の人口一人当たりのGDPは、ホーチミン、ハノイ、ビンズオン省、ドンナイ省に次いで5位であり、1900万ドンであった。2009年にはさらに2730万ドンにまで増加した。
ダナンはベトナム省間の競争力指数ランキングをリードしており、整備されたインフラ、良質な労働トレーニング、商取引の透明性、省の革新的なリーダーシップ、安い初期投資コストなどの要因により、2008年-2010年には3年連続でビンズオン省に次いで2位であった。
| ダナンの輸出入額（2007年） | ダナンの輸出入額（2007年） | ダナンの輸出入額（2007年） | ダナンの輸出入額（2007年） | ダナンの輸出入額（2007年） |
| 輸出額                     | （百万米ドル）             | 輸入額                     | （百万米ドル）             |                            |
| -------------------------- | -------------------------- | -------------------------- | -------------------------- | -------------------------- |
| 合計                       | 469.6                      | 合計                       | 522.1                      |                            |
| 繊維                       | 139.8                      | 機械・設備                 | 237.2                      |                            |
| 水産物                     | 75.2                       | 衣料素材                   | 77                         |                            |
| 工芸品                     | 51.6                       | 鉄鋼                       | 41.6                       |                            |
| コーヒー                   | 47.6                       | 医薬品                     | 24.9                       |                            |
| 履物                       | 17.7                       | 化学肥料                   | 22.5                       |                            |
| 米                         | 8                          | バイク                     | 0.45                       |                            |

### 農業、林業、漁業
ダナンは大都市であるにもかかわらず、2007年現在37,800人が農業、林業、漁業に従事し、45,000トンの米と41,000トン の魚を生産している。
しかしながら、ダナン地区の雇用は2000年代には明確にマイナス傾向にあり、総生産は2000年代後半に減少している。ダナンは農地が不足している（2007年現在9,200ha）一方、海に面した土地であるため、農業よりも漁業がより経済に貢献している。

### 産業
ダナンの産業は多様化しており、機械、電子、化学、造船 に加えて、水産物、繊維、衣料、レンガ、肥料、セメント、石鹸、製紙、医薬品などが近年盛んであり、さらに多様化が進むと予測されている。エアバス・グループはダナンに航空産業に特化した工業団地を計画している。
2007年現在、ダナンの産業の大半は国営化されており、総生産の57%を占めるが、2000年からほぼ同じ割合で推移している。国営産業の80%以上はハノイ本部からの中央直轄となっている。総生産の残り半分は外資系企業によるもので、国内の民間企業は依然として小規模で、国営企業に比べてシェアを伸ばすことが出来ていない。
2000年-2007年にかけて、産業は年間平均14.8%成長し、経済発展の原動力になっている。しかしながら、経済成長率は南中部海岸ではカインホア省に次いで2番目に低い。雇用率は平均5.75%の成長で、2007年には118,900人が就労している。

### 市場

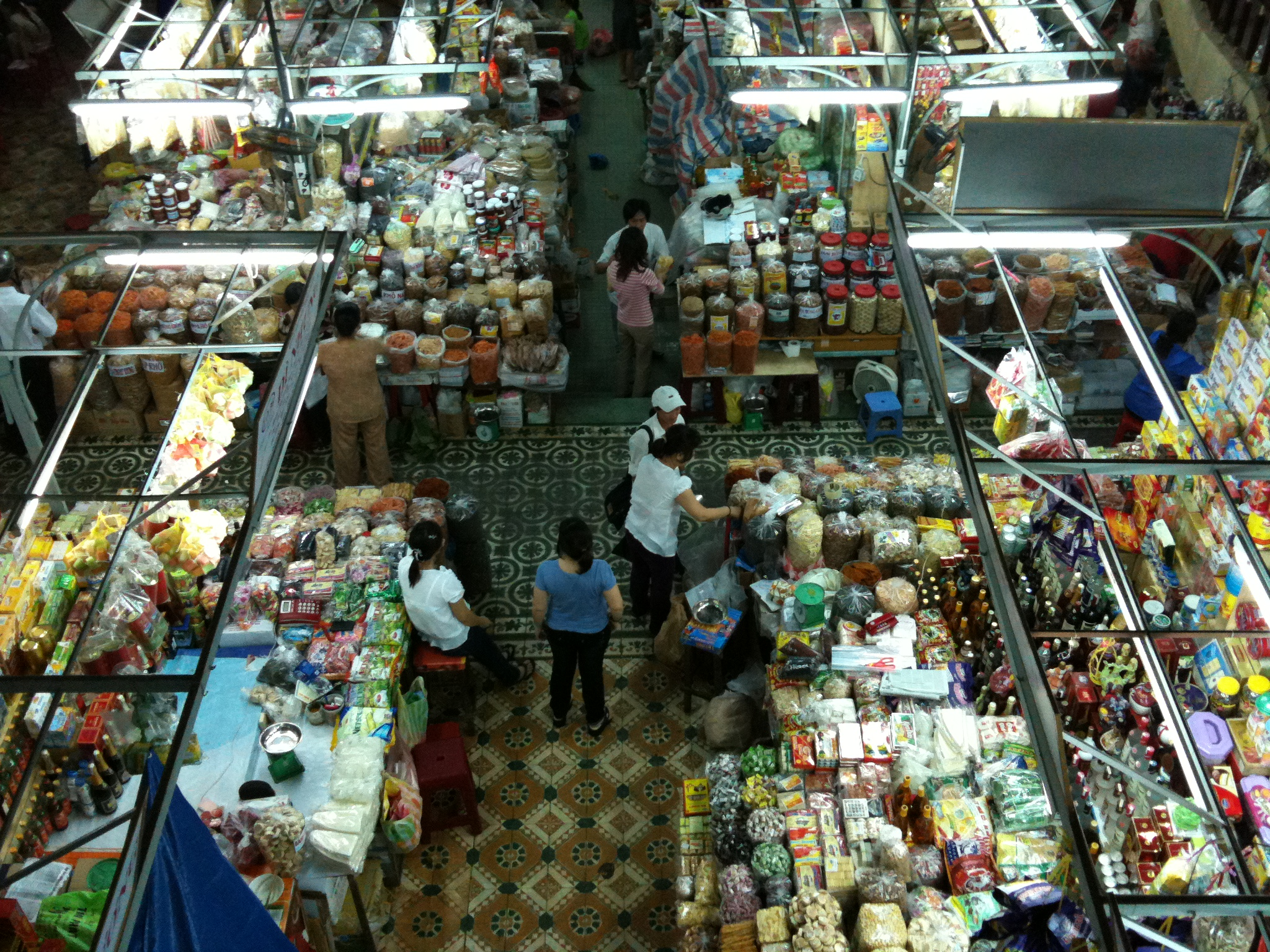
ハン市場の様子

ハン市場はダナンのメインマーケットで、ハン川の西側の繁華街のトランフー通りとバクダン通りの間に歴史的にも古くからある。ハン市場はサイゴンのベンタイン市場と同様に、衣服、シルク、宝石、花、コーヒー、紅茶、ワイン、蛇酒、ドライフルーツ、魚、などの様々な商品が複数の商店によって売られている。

### 開発

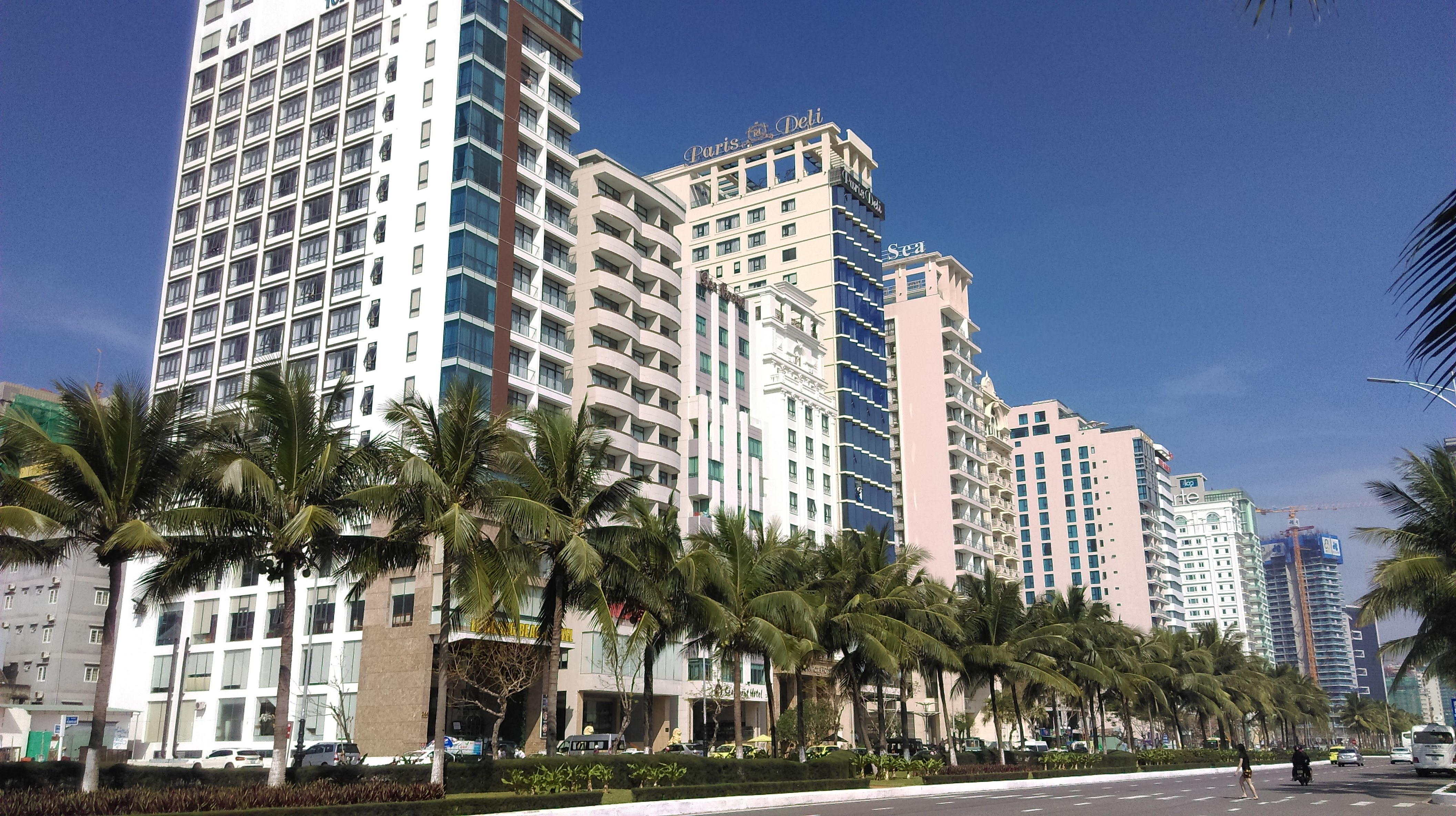
ミーケ―ビーチ沿いのリゾートホテル群

ダナンではビーチ沿いのハイアットリージェンシーダナンリゾート&スパ、五行山のオーシャンヴィラマリオットホテルを初めとしてたくさんの施設が建設中である。
他の大規模な開発プロジェクトとしては、ダナン市の北の海岸に造成中の干拓地にダフオック国際ニュータウンが建設中である。これはベトナム中部では初めての干拓プロジェクトである。ダフオックのプロジェクトはホテルや33階建てのホテルや60階建てのオフィス、小規模なリゾート、ゴルフコース、マリーナ、別荘やインターナショナルスクールなどを含んでいる。2022年には、日系企業のダナン三日月がオープンした。

## 文化

### 観光

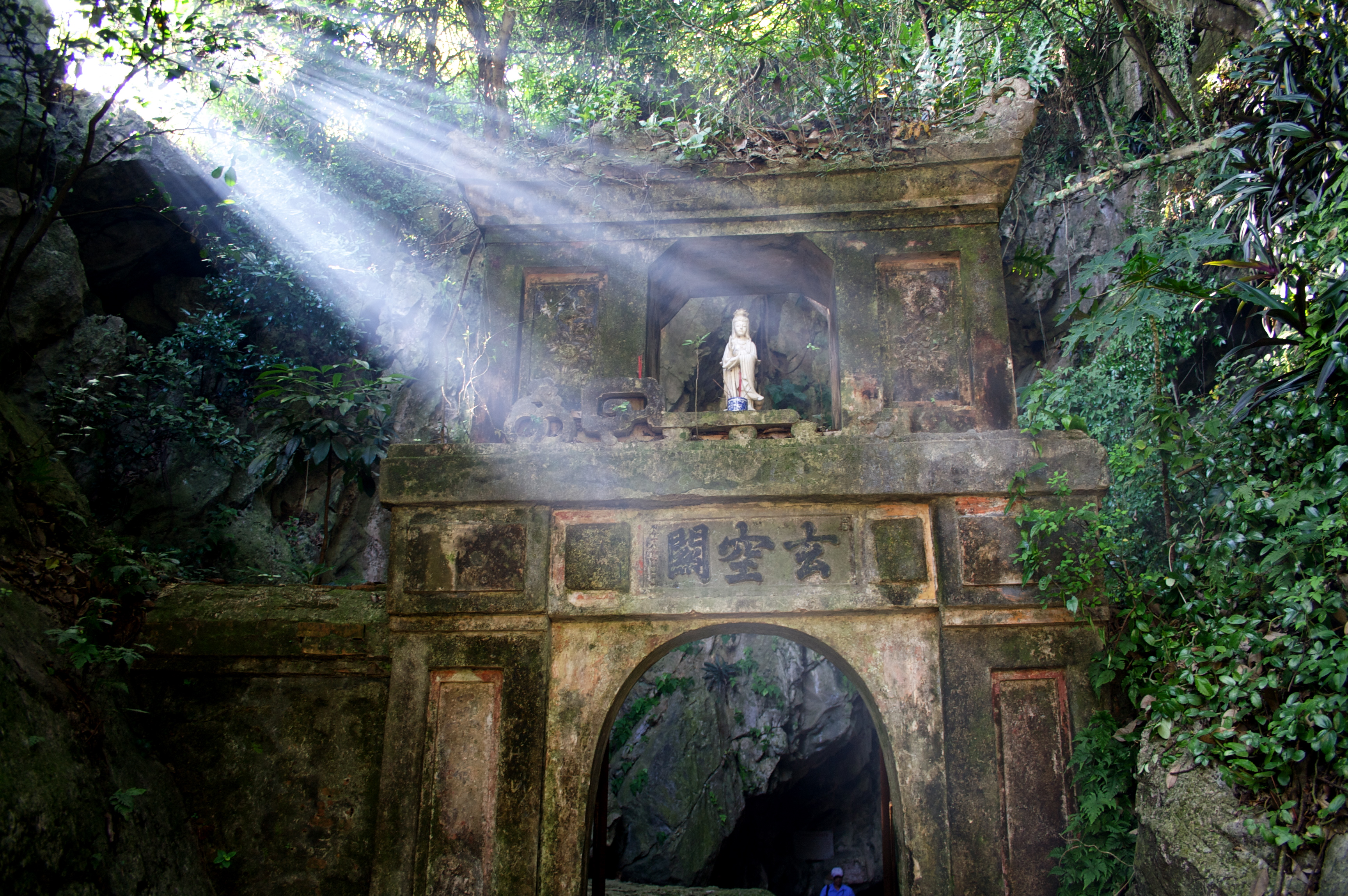
五行山の洞窟へ続く門

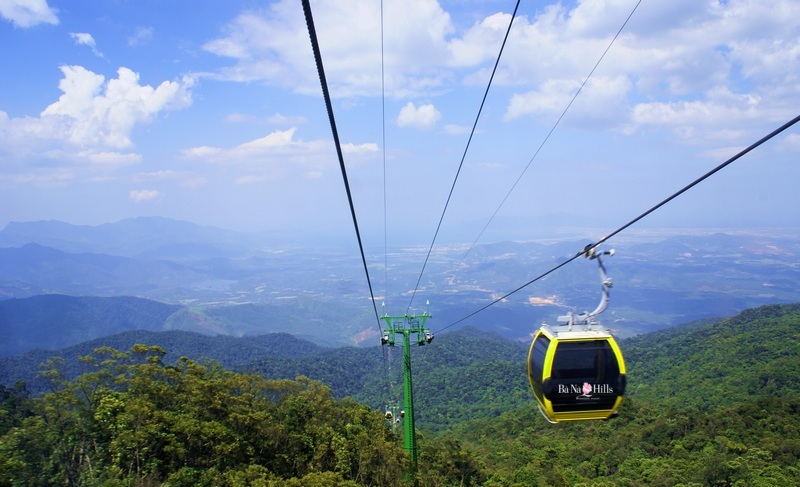
バナヒルズのロープウェー

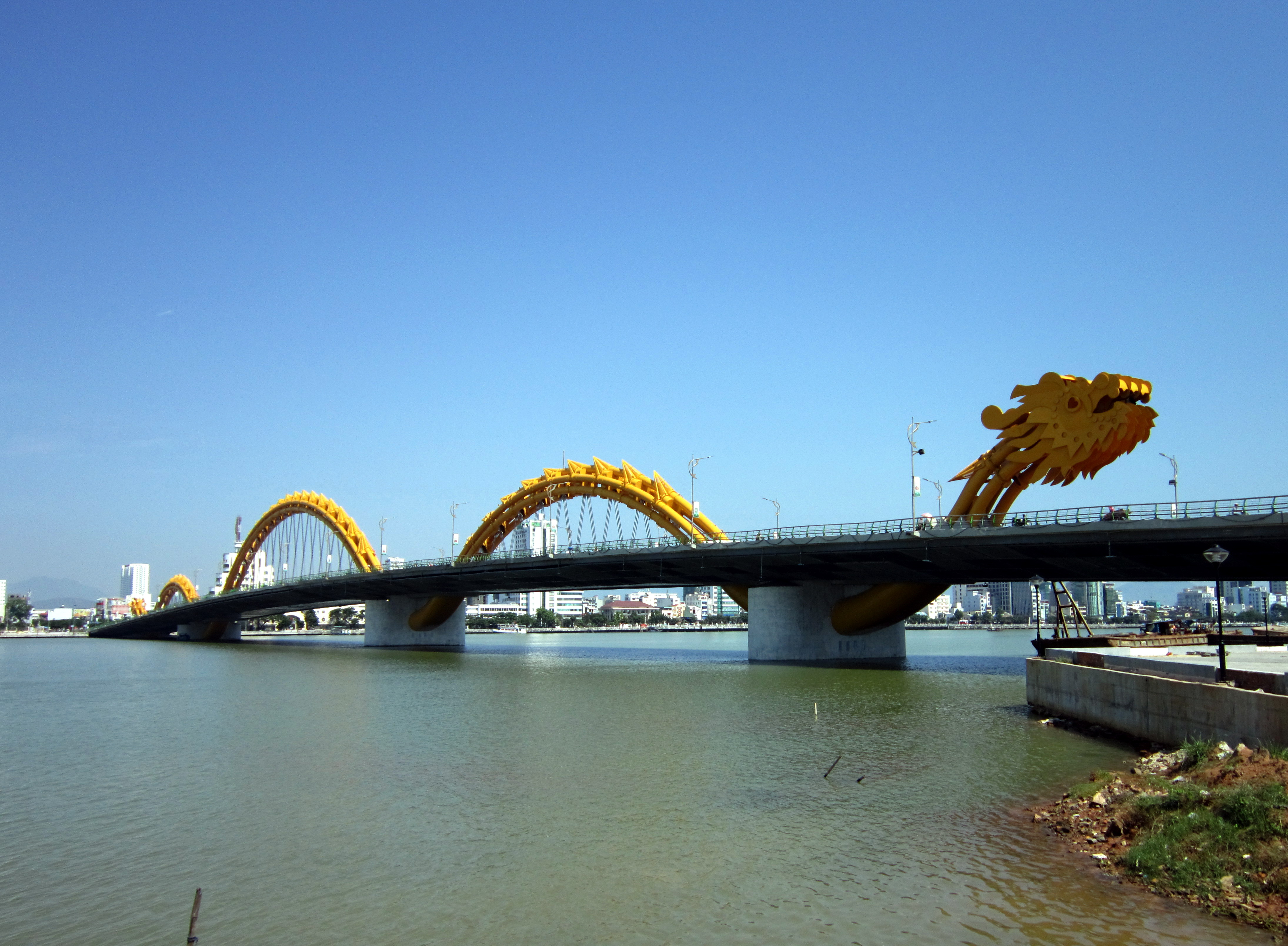
ロン橋（ドラゴン橋）

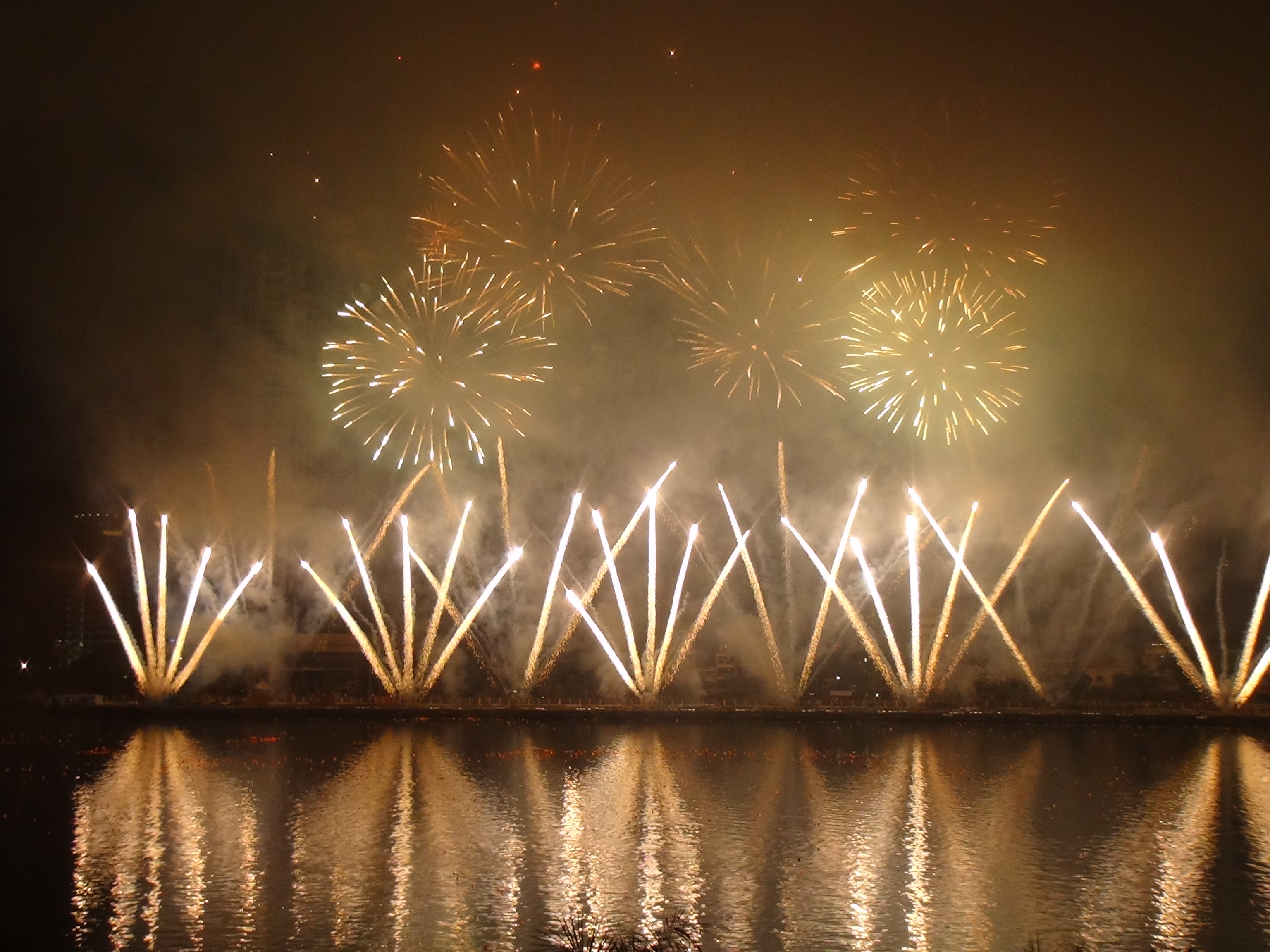
ダナン花火大会（2013年）

- ミーソン聖域（世界遺産） - クアンナム省にある1000年以上前の古代チャンパ王国の聖なる遺跡で、かつては70以上の寺院があった。1960年代のベトナム戦争でほとんどが破壊されたが、一部が残っており、1999年にユネスコの世界遺産に登録された。発掘された多くの彫刻、石像はドラゴン橋近くのチャム彫刻博物館（英語版）に展示されている。
- 五行山（グーハイン山）（ベトナム語版） - ダナン南側のビーチに石灰岩が突き出て露出した低い山であり、頂上からは南シナ海の砂浜が見渡せる。五行山の洞窟には元々はチャムパ族が居住していたが、のちに阮朝が巨大な仏塔を洞窟の周りに建設した。
- バナー山（婆那山）（ベトナム語版） - ダナン西側にあり、全長5,772mのケーブルカーで標高1487mまで登る山岳リゾート地。
- ソンチャ山 - ダナンの中心部からわずか数キロ北東のソンチャ半島にあり、海を見下ろせる立地から多くのリゾートホテルがあり、大きな観音像があるリンウン寺が信仰を集めている[45]。
- ミーケー（美渓）ビーチ（ベトナム語版） - ダナンの東側に南北に延びるビーチであり、多数のリゾートホテルがある観光エリア。
- ロン橋（龍橋） - 龍の形のデザインが特徴的で、龍の頭から火を噴いたり放水したりする週末夜には観光客が多く訪れる。
- DHCマリーナ - ロン橋の東側、シンガポールのマーライオンに似た「鯉の滝登り像」があり、「愛の桟橋」からはロン橋、ハン川橋とハン川沿いの夜景が見渡せる事から多くの人で賑わっている。

ハン川の東側はビーチリゾートが並び、西側にはダナン市庁舎、ダナン博物館があり、高級ホテル、レストラン、カフェが並ぶ。
ハン市場とコン市場が市内の二大マーケットであり、どちらもダナン大聖堂の近くにある。

### 料理
中部ベトナム料理の中でもとりわけダナンの料理はベトナム全土で広く知られており、国際的にも知名度が向上している。
有名なダナン料理は
- コム・ガー（鶏だしで炊いたご飯の上にフライドチキンが乗った料理）
- ミー・クアン（きしめんや稲庭うどんに似た幅広の汁無し麺）
- ブン・チャー・カー（さつま揚げが乗った汁麺）
- ブン・マム（魚の発酵調味料を使った汁麺）
- バイン・チャン・クオン・ティット・ヘオ（蒸した豚肉とたっぷりの野菜をライスペーパーで巻いて食べる）
- カン・ガ・チェン・マム（ヌックマムソースの手羽先焼き）
- ミット・チョン（「ミット」= ジャックフルーツと豚の皮・ピーナッツ・調味料をミックスしたサラダ）

などがある。
クラフトビールのセブン・ブリッジス・ブルワリーは、ダナンが発祥。

### スポーツ
サッカー
ダナンのサッカーチームSHBダナンFCがVリーグ1（ベトナムのトップリーグ）でプレーしている。ランキング上位のチームであり、2009年にはVリーグ1のチャンピオンになり、同年ベトナムカップでも優勝した。
2010年にはAFCチャンピオンズリーグ東地区のプレーオフ準決勝で敗退したが、AFCカップにも参戦し、ロスタイムでベカメックス・ビンズオンを破り準々決勝まで進出した。ダナンFCの選手はベトナム代表チームでも活躍しており、ディフェンダーのVõ Hoàng QuảngやミッドフィールダーのPhan Thanh Hưngなどがいる。ダナンFCはハイチャウ区にある、3万人収容のチー・ラン・スタジアムを2016年まで本拠地としていた。2017年からはカムレー区のホアスアン・スタジアムを本拠地としてしている。
バスケットボール
ダナンドラゴンズが2016年に始まったベトナムバスケットボール協会（VBA）に参加している。2016年にはプレーオフを制して初代チャンピオンに輝いたが、勝敗成績は全期間で低迷している。2023年に至っては18戦1勝17敗でホーム最終戦でようやく初勝利を挙げた。

## 教育

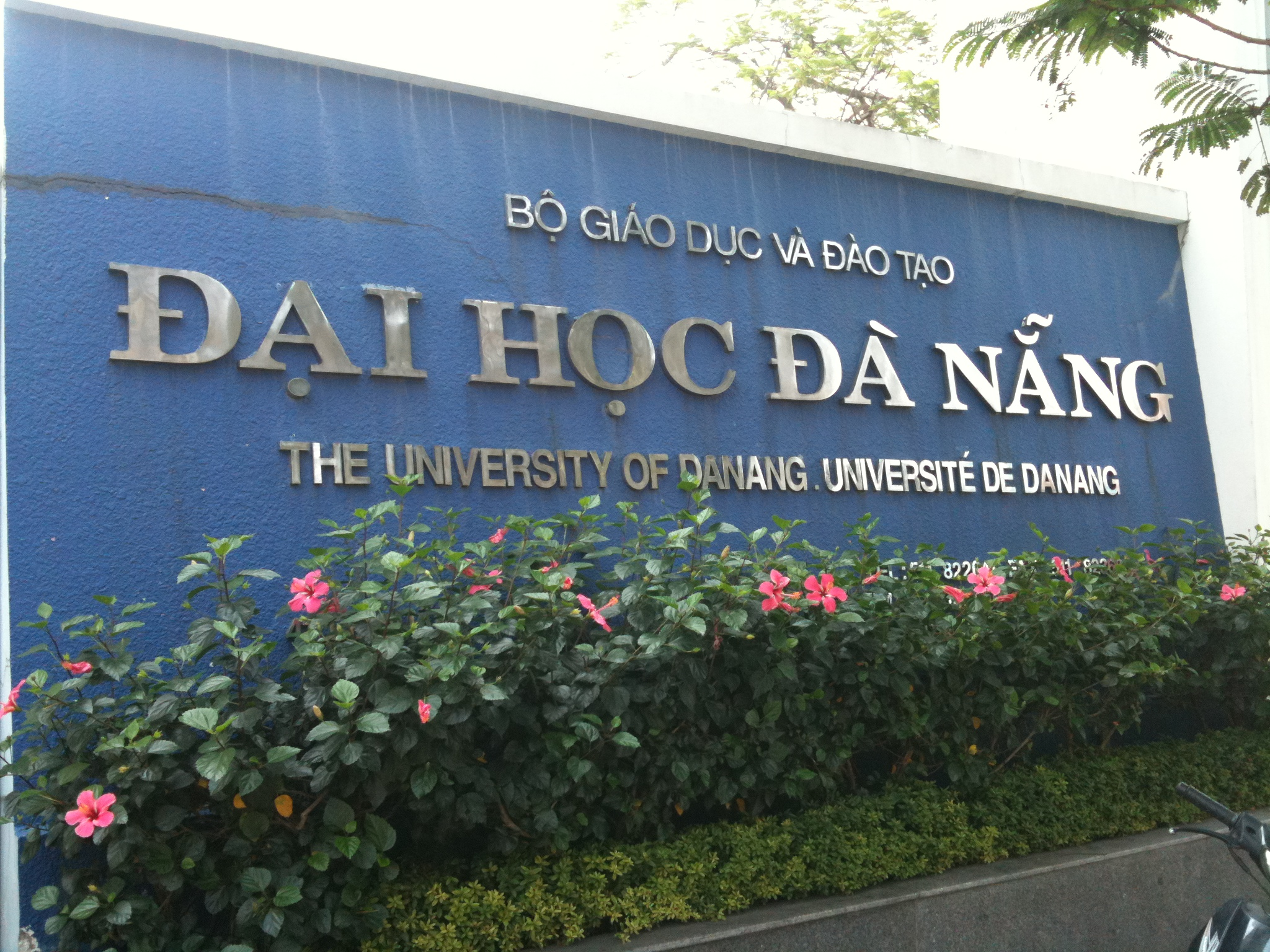
ダナン大学

ダナンには複数の大学があり、市内・郊外にキャンパスを構えている。
- ダナン大学
- ダナン医療大学[51]
- ダナンスポーツ大学
- 私立ユイタン大学
- 私立東アジア大学[52]
- ダナン建築大学
- 私立ダナンアメリカ大学(AUV)
- ダナン外国語大学[53]

市内には17の高校があり、中でもル・クイ・ドン高校はベトナム全土の優良校の1つに指定されている。
ダナンには国外の教育機関の大規模な施設もある。フランス政府留学局（キャンピュスフランス Campus France）は、フランス語の教育や、ダナン市周辺の学生にフランスで高等教育を受けさせるサポートを無料で行っている。
English Language Instituteはオーストラリアのクイーンズランド大学による教育センターで、IELTSの実施など英語教育を目的としている。他にもシンガポールインターナショナルスクールなどがある。

## インフラ

### 医療
ダナンには以下の病院がある。
- ダナン病院
- ダナンC病院
- ダナン癌病院 - Da Nang Oncology Hospital
- ダナン婦人科小児科病院 - Da Nang Hospital for Women and Children.
- ダナン整形外科病院 - Da Nang Hospital for Traumatology and Orthopaedics.
- ダナン婦人科病院
- ダナン皮膚科性病科病院
- ダナン伝統医学病院
- ダナン肺病院[56]
- ビンメック・ダナン国際総合病院[57]

急性呼吸窮迫症候群 (ARDS) は別名「ダナン肺症」と呼ばれ、ベトナム戦争時にダナンの医療機関で多数の症例が報告されていることから名付けられた。

### 交通

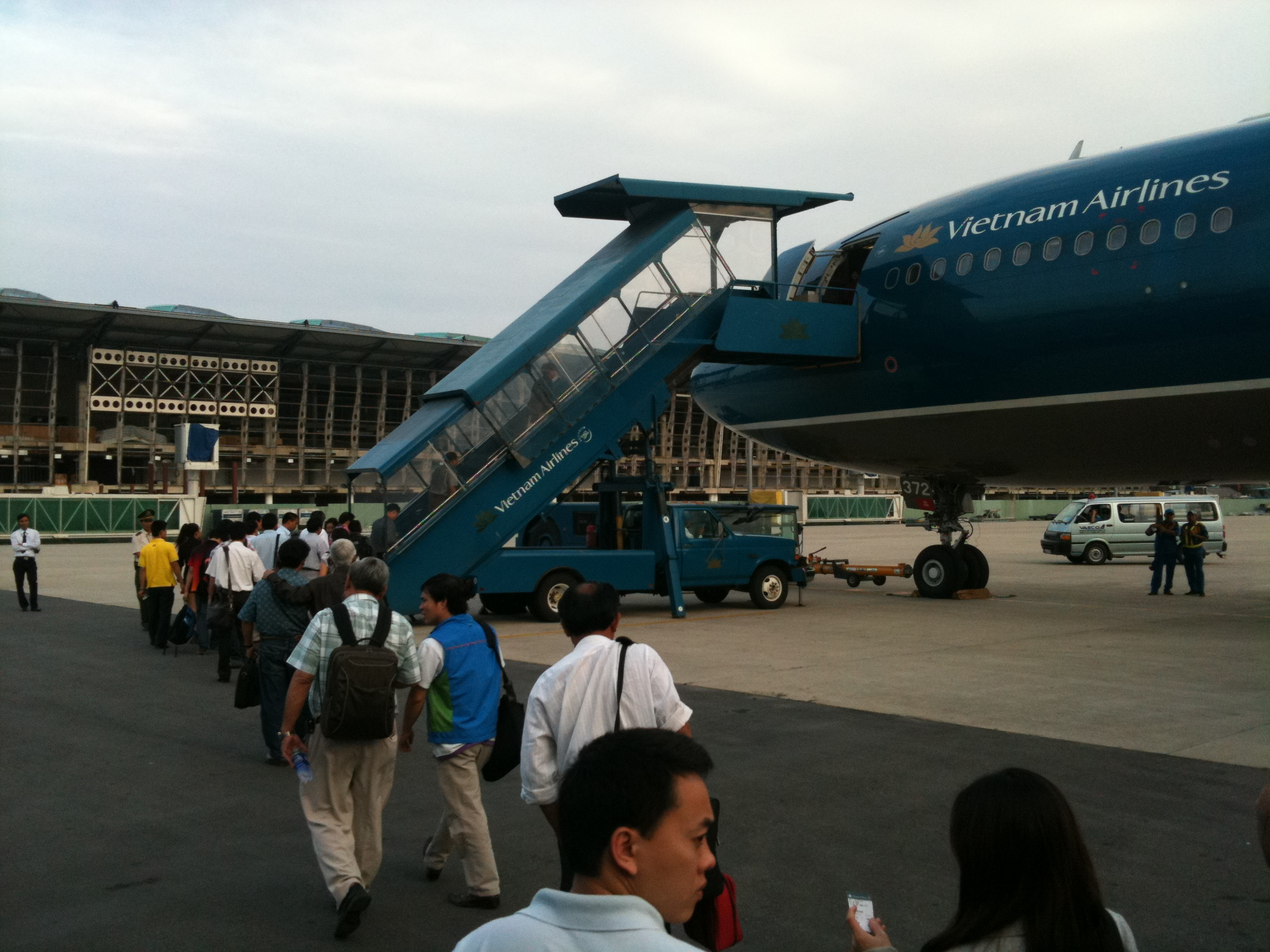
ダナン国際空港の新ターミナルの前のベトナム航空機

ダナンはベトナム、ラオス、タイ、ビルマにまたがる東西経済回廊の道路の起点である。

#### 空港

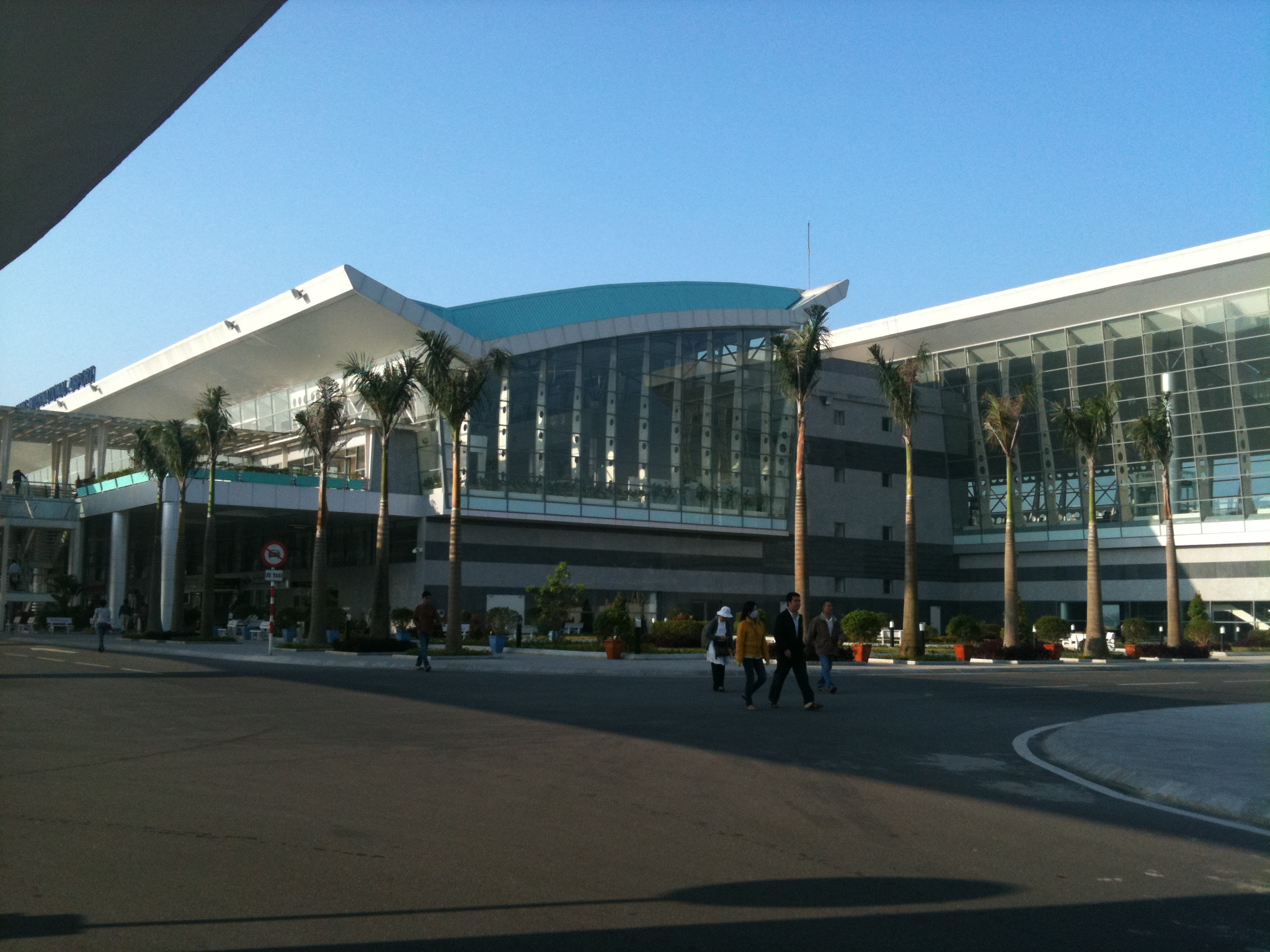
ダナン国際空港

ダナン国際空港はダナンの中心部にあるベトナムで3番目に大きい国際空港で、中部ベトナムの玄関口である。ダナン国際空港は、ベトナム戦争中はアメリカ空軍基地としても著名で、当時世界で最も発着数が多い空港であった(1968年5月には1日平均2,595の離着陸数に達し、当時の世界記録)。2011年6月現在、ハノイ、ホーチミン、ハイフォン、ヴィン、バンメトート、ダラット、ニャチャン、プレイクなどへ国内線が就航している他、広州（中国）、 シェムリアップ（カンボジア）、シンガポール、台北に国際線が就航しており、2011年12月16日からは、エアアジアが週4便のダナン-クアラルンプール便を就航させた。
新しい空港ターミナルは2011年12月にオープンし、 プノンペン（カンボジア）、タイ、香港、日本、韓国便も就航した。
2017年5月9日には第2ターミナルがオープンし、国際線専用のターミナルとして稼働を開始。第1ターミナルは国内線専用となった。

#### 鉄道
- ベトナム鉄道南北線（統一鉄道） - ダナン駅

#### 道路

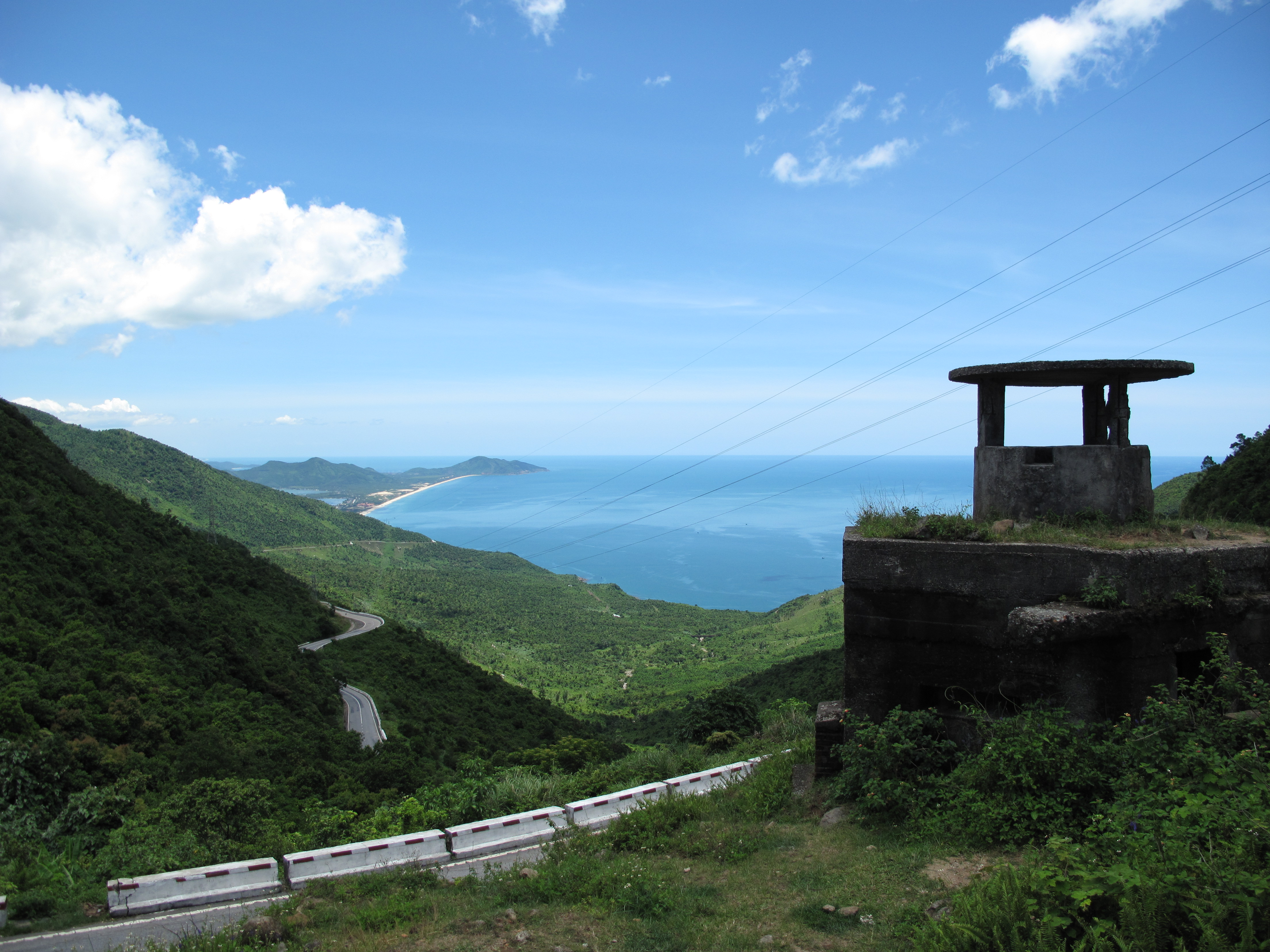
ハイヴァン峠

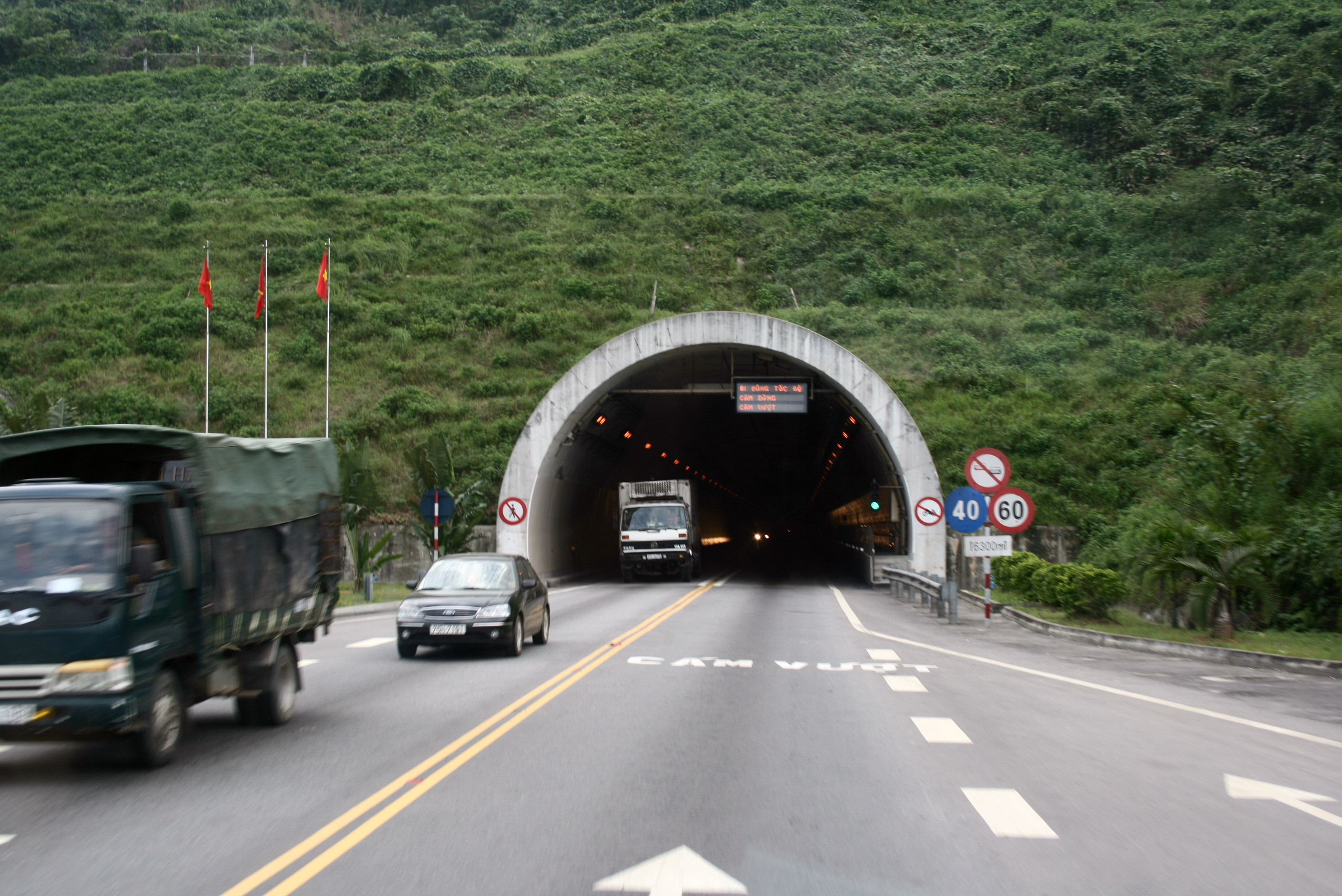
ハイヴァントンネル（北口）

ダナンには北はハノイから中部の南はホーチミンまでを南北に縦断する国道1A号線と中央高原をラオスまで東西に横断する国道14B号線が市内を通っている。
ハイヴァン峠はダナンとフエを隔てる峠で、国道1Aの旧道であるが、2005年にはハイヴァントンネルが開通した。ハイヴァントンネルは全長6.28kmで、東南アジアでは最長のトンネルとなっている。トンネルの開通により、曲がりくねったハイヴァン峠を通るよりも30分から1時間の時間が短縮され、通行者の危険が減らされた。
ダナンとクアンガイを結ぶ高速道路は、ベトナム南北高速道路の最優先整備路線の1区間で、2013年5月に工事が着工。2018年9月2日に全線開通した。
ハン川とその支流には複数の橋が架かっており、河口から南へ順にトアンフック橋、ハン川橋、ロン橋（ドラゴン橋）、チャンティーリー橋、ティエンソン橋、グエンヴァンチョイ橋などがあるが、2009年に開通したトアンフック橋はベトナムで最長の吊橋である。
ロン橋（ドラゴン橋）はダナン国際空港から市内東側のミーケービーチやノンヌオックビーチへ向かう最短ルートとなっている。

#### 港湾
ダナン港

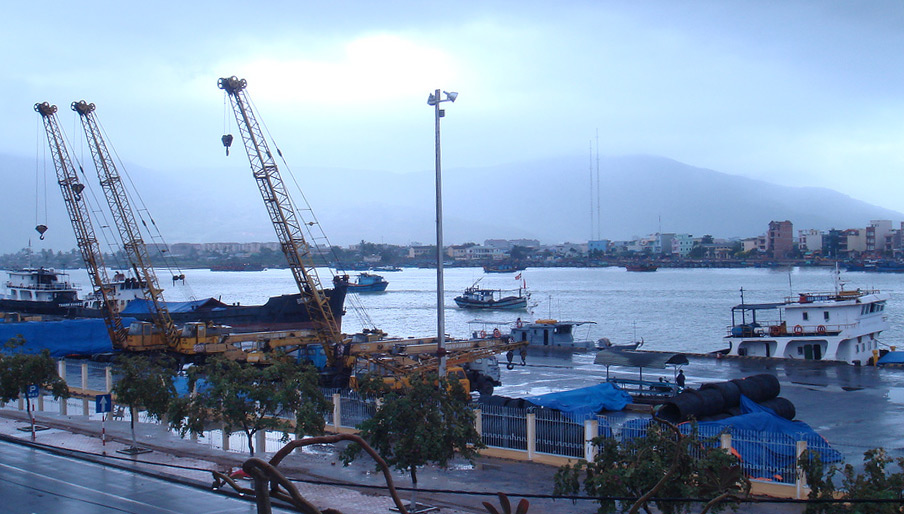
ダナン港（2012年）

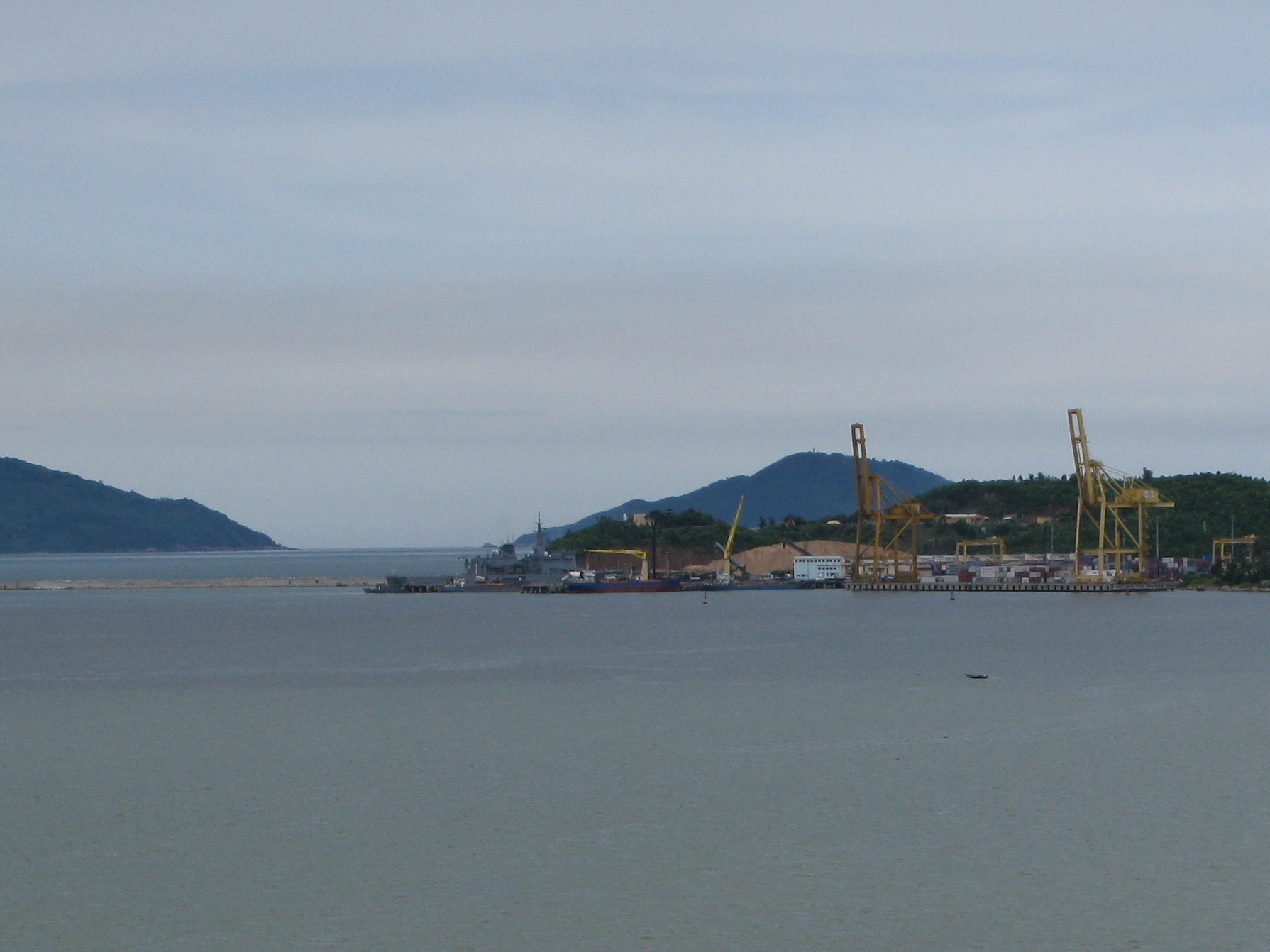
ダナン港のティエンサ（Tiên Sa / 仙沙）コンテナターミナル

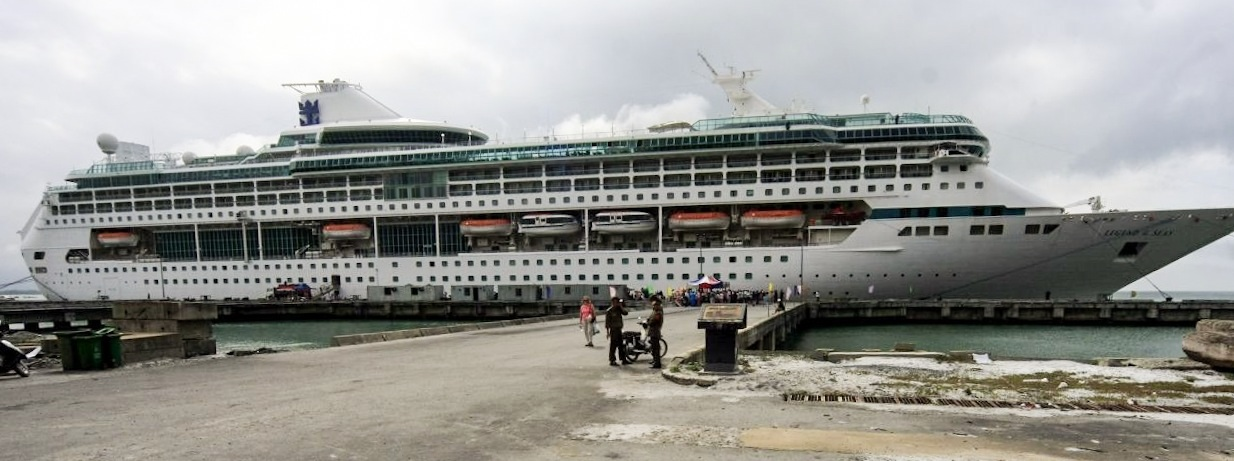
ダナン港に停泊中のレジェンド・オブ・ザ・シーズ号（2009年2月）

ハン川河口部からダナン湾内の沿岸部にかけて、一般雑貨、コンテナ貨物、木材・チップ、セメントなどのターミナルが設けられている。港湾施設は当初河口部に建設され、サイゴン港やハイフォン港などの他のベトナムの主要港と同様に河川港であったが、拡張によりダナン湾沿岸部に新たなターミナルが建設されたことで、外洋と直接アクセスできる海港となった。入出港水路の水深等の制約が少ないという好条件によりベトナム中部における主要外貿拠点となっている。
ダナン港はホーチミン、ハイフォンに次いでベトナムで3番目の大きさの港である。ダナン港は2008年には270万トンの荷物を扱い、そのうち120万トンは輸出、525,900トンは輸入、985,600トンは国内貨物であった。同年には29,600人以上の旅客がダナン港を利用したが、前年よりも大幅に増加した。ダナン港はティエンサターミナルとソンハンターミナルの2つのエリアからなる。ティエンサターミナルは最大喫水11mで貨物船や大型客船などの、45,000重量トンまでの中型タンカーが利用可能。ソンハンターミナルの12海里 (22km) 以内は最大喫水6-7mで5,000重量トンまでの船が利用可能である。Vietnam National Shipping Lines (Vinalines) がダナン港を管理している
港のインフラは旅客船用に設計された訳ではないが、多数のクルーズ船がダナン港に停泊し、その数は近年増加している。2010年の1-2月だけでも、12隻のクルーズ船が6,477人の乗客をダナン港へ運んだ。
海軍や海上警察の根拠地も置かれており、艦船の造修施設もある。
2017年6月、ベトナム海上警察との日越合同訓練のため、日本の海上保安庁の巡視船「えちご」が入港した。
2018年3月5日米空母・カール・ヴィンソン (CVN70) がダナン港沖に停泊した。
2020年３月には、越米国交樹立25周年を記念して米原子力空母セオドア・ルーズベルトとミサイル巡洋艦バンカー・ヒルが寄港。
2022年２月には、海上自衛隊の練習艦「はたかぜ」と護衛艦「いなづま」、2019年３月には練習艦「せとゆき」と「しまゆき」、2013年10月には、護衛艦「いそゆき」、練習艦「かしま」と「しらゆき」も寄港している 。
ロシア海軍も寄港を重ねている。

## 友好都市
| - 川崎市、日本 - 横浜市、日本 - 堺市、日本 - 見附市、日本 - 長崎市、日本 - 山東省、中華人民共和国 - 江蘇省、中華人民共和国 - 青島市、中華人民共和国 - マカオ、中華人民共和国 - 高雄市、中華民国 - ハイフォン、ベトナム | - オークランド、アメリカ合衆国 - タコマ、アメリカ合衆国 - リバーサイド、アメリカ合衆国 - サンフランシスコ、アメリカ合衆国 - ジャージーシティ、アメリカ合衆国 - ピッツバーグ、アメリカ合衆国 - ニューカッスル、オーストラリア - クイーンズランド州、オーストラリア - イズミル、トルコ - ヤロスラヴリ、ロシア - タンジェ、モロッコ |

### 友好港
- 川崎港[83]

## ダナンを舞台にした作品

### 映画
- 望郷（1982年）
- フルメタル・ジャケット（1987年）